# 94-XX
Classificazione delle ricerche matematiche: sezioni di livello 1

00-XX 01 03 05 06 08 | 11 12 13 14 15 16 17 18 19 20 22 | 26 28 30 31 32 33 34 35 37 39 40 41 42 43 44 45 46 47 49 | 
 51 52 53 54 55 57 58 | 60 62 65 68 | 70 74 76 78 | 80 81 82 83 85 86 | 90 91 92 93 94 97-XX
94-XX è la sigla della sezione primaria dello schema di classificazione
MSC dedicata alla matematica dell'informazione e della comunicazione e alla teoria dei circuiti.
La pagina attuale presenta la struttura ad albero delle sue sottosezioni secondarie e terziarie.

## 94-XX
informazione e comunicazione, circuiti
- 94-00 opere di riferimento generale (manuali, dizionari, bibliografie ecc.)
- 94-01 esposizione didattica (libri di testo, articoli tutoriali ecc.)
- 94-02 presentazione di ricerche (monografie, articoli di rassegna)
- 94-03 opere storiche {!va assegnato almeno un altro numero di classificazione della sezione 01-XX}
- 94-04 calcolo automatico esplicito e programmi (non teoria della computazione o della programmazione)
- 94-06 atti, conferenze, collezioni ecc.

## 94Axx
comunicazione, informazione
- 94A05 teoria della comunicazione [vedi anche 60G35, 90B18]
- 94A08 elaborazione delle immagini (compressione, ricostruzione ecc.) [vedi anche 68U10]
- 94A11 applicazione delle funzioni ortogonali in comunicazione
- 94A12 teoria dei segnali (caratterizzazione, ricostruzione ecc.)
- 94A13 teoria della rivelazione dei segnali
- 94A14 modulazione e demodulazione dei segnali
- 94A15 teoria dell'informazione, in generale [vedi anche 62B10]
- 94A17 misure dell'informazione, entropia
- 94A20 teoria del campionamento di Shannon
- 94A24 teoremi di codifica (teoria di Shannon)
- 94A29 codifica alla sorgente [vedi anche 68P30]
- 94A34 teoria della entità della distorsione
- 94A40 modelli di canale
- 94A45 codici a prefisso, codici a lunghezza variabile, codici privi di virgola?separatori [vedi anche 20M35, 68Q45]
- 94A50 teoria dei questionari
- 94A55 sequenze di registri di shift
- 94A60 crittografia [vedi anche 11T71, 14G50, 68P25]
- 94A62 autenticazione e condivisione di segreti
- 94A99 argomenti diversi dai precedenti, ma in questa sezione

## 94Bxx
teoria dei codici a rilevamento e a correzione di errori
- 94B05 codici lineari, in generale
- 94B10 codici convoluzionali
- 94B12 schemi a modulazione combinata (inclusi i codici a graticcio, trellis)
- 94B15 codici ciclici
- 94B20 codici a correzione esplosiva, burst-correcting
- 94B25 codici combinatorici
- 94B27 metodi geometrici (incluse le applicazioni della geometria algebrica) [vedi anche 11T71]
- 94B30 codici di maggiorità
- 94B35 decodifica
- 94B40 codici aritmetici [vedi anche 11T71]
- 94B50 codici a correzione di errore mediante sincronizzazione
- 94B60 altri tipi di codici
- 94B65 limiti per i codici
- 94B70 probabilità di errore
- 94B75 applicazioni della teoria degli insiemi convessi e della geometria dei numeri (raggio di copertura ecc.) [vedi anche 11H31]
- 94B99 argomenti diversi dai precedenti, ma in questa sezione

## 94Cxx
circuiti, reti
- 94C05 teoria dei circuiti analitica
- 94C10 teoria della commutazione, applicazioni dell'algebra di Boole; funzioni booleane [vedi anche 06E30]
- 94C12 rilevamento dei guasti; testing
- 94C15 applicazioni della teoria dei grafi [vedi anche 05Cxx, 68R10]
- 94C30 applicazioni della teoria dei disegni [vedi anche 05Bxx]
- 94C99 argomenti diversi dai precedenti, ma in questa sezione

## 94Dxx
insiemi sfumati e logica {!in connessione con questioni della sezione 94-XX} [vedi anche 03B52, 03E72, 28E10]
- 94D05 insiemi sfumati e logica {!in connessione con questioni della sezione 94-XX} [vedi anche 03B52, 03E72, 28E10]
- 94D99 argomenti diversi dai precedenti, ma in questa sezione